# Au-delà de l'écran
Au-delà de l'écran est une émission de la télévision française produite par Denise Glaser, présentée par Jean Nohain, André Leclerc, Pierre Sainderichin, Pierre-Louis ou Odette Laure et diffusée du 30 octobre 1960 au 13 juillet 1968 sur RTF Télévision, puis la première chaîne de l'ORTF. 

## Principe de l'émission
Le thème de l'émission consiste à faire découvrir aux téléspectateurs les coulisses de l'univers de la télévision (la vie des speakerines, le métier de cadreur, la réalisation de la messe de minuit, la visite de la cinémathèque...). La plupart de ceux qui font la télévision de l'époque y sont interviewés (réalisateurs, producteurs, techniciens, présentateurs, comédiens...), comme Pierre Bellemare, Pierre Tchernia, Claude Santelli, François Chaumette... L'émission est également souvent l'occasion de présenter l'actualité des célébrités du moment, notamment les acteurs ou réalisateurs de cinéma, ayant un lien avec la télévision.
Nota : le générique de l'émission utilise la graphie « AU DELA DE L'ÉCRAN ».

## Quelques sujets de l'émission
- 10 février 1963 : Présentation de « l'Animographe », une machine dont l'inventeur se nomme Jean Dejoux et qui est utilisée par la RTF pour fabriquer rapidement un dessin animé (présentateur : Pierre Sainderichin)
- 3 mars 1963 : Visite de la cinémathèque de l'ORTF (présentateur : Pierre-Louis)
- 26 avril 1964 : Interview de téléspectateurs sur l'arrivée de la deuxième chaîne. (présentateur : André Leclerc)[2].
- 31 octobre 1965 : Distribution des Victoires du cinéma lors de la 20e Nuit du cinéma, au théâtre Marigny à Paris (présentateur : Pierre-Louis)
- 3 avril 1966 : François Chaumette pour son rôle du Cardinal de Saint-Ange dans le film de télévision Les Cathares (il est interviewé dans son costume d'Orgon du Tartuffe de Molière qu'il vient de jouer à la Comédie-Française).